# 那若寺
那若寺，位于西藏自治区拉萨市尼木县，是一座藏传佛教夏鲁派寺院。

## 简介
藏传佛教夏鲁派的主寺是夏鲁寺。除此之外，在尼木县境内还有一座夏鲁派寺院那若寺，但该寺规模很小，在藏区的影响力不大。